# Giraldilla 2014
Das internationale Turnier Giraldilla 2014 im Badminton fand vom 26. bis zum 30. März 2014 im Coliseo de la Ciudad Deportiva in Havanna statt.

## Sieger und Platzierte
| Disziplin    | Gold                               | Silber                             | Bronze                                           |
| ------------ | ---------------------------------- | ---------------------------------- | ------------------------------------------------ |
| Herreneinzel | Jan Fröhlich                       | Bjorn Seguin                       | Osleni Guerrero                                  |
| Herreneinzel | Jan Fröhlich                       | Bjorn Seguin                       | Kevin Cordón                                     |
| Dameneinzel  | Jeanine Cicognini                  | Marie Demy                         | Maja Tvrdy                                       |
| Dameneinzel  | Jeanine Cicognini                  | Marie Demy                         | Berónica Vivieca                                 |
| Herrendoppel | Jonathan Solís Rodolfo Ramírez     | Mathew Fogarty Bjorn Seguin        | Humblers Heymard Anibal Marroquín                |
| Herrendoppel | Jonathan Solís Rodolfo Ramírez     | Mathew Fogarty Bjorn Seguin        | Gareth Henry Samuel Ricketts                     |
| Damendoppel  | Dánica Nishimura Luz María Zornoza | Camila García Daniela Zapata       | María Regina Del Valle Leysbeth Beatriz Ramos    |
| Damendoppel  | Dánica Nishimura Luz María Zornoza | Camila García Daniela Zapata       | Adriana Artiz Ataury Ana Gloria Pérez Echevarria |
| Mixed        | Osleni Guerrero Tahimara Oropeza   | Andrés Corpancho Luz María Zornoza | Gareth Henry Geordine Henry                      |
| Mixed        | Osleni Guerrero Tahimara Oropeza   | Andrés Corpancho Luz María Zornoza | Nelson Javier Berónica Vivieca                   |